# Plymouth (Vermont)
Plymouth est une ville du comté de Windsor au Vermont aux États-Unis. En 2010 la population était de 619 habitants.
|  |                  |  |
|  | Plymouth         |  |
|  | Ludlow (Vermont) |  |